# 行政手続オンライン化関係三法
行政手続オンライン化関係三法（ぎょうせいてつづきオンラインかかんけいさんぽう）とは、下記の3法を指す。
- 情報通信技術を活用した行政の推進等に関する法律（デジタル手続法）

デジタルファースト法とも呼ばれる。
- 行政手続等における情報通信の技術の利用に関する法律の施行に伴う関係法律の整備等に関する法律
- 電子署名に係る地方公共団体の認証業務に関する法律

住民基本台帳ネットワークシステム稼動後に施行された。

## 関係法令
これら法律の可決後に制定された政令は、下記の3つがある。
- 行政手続等における情報通信の技術の利用に関する法律の施行期日を定める政令
- 行政手続等における情報通信の技術の利用に関する法律施行令
- 行政手続等における情報通信の技術の利用に関する法律及び行政手続等における情報通信の技術の利用に関する法律の施行に伴う関係法律の整備等に関する法律の施行に伴う関係政令の整備等に関する政令